# Ayakoromo
Ayakoromo ist ein Dorf im Süden von Nigeria, das sich im Bezirk Burutu im Bundesstaat Delta am Ufer des Flusses Forcados befindet, etwa 500 Kilometer südwestlich der Hauptstadt Abuja. Das Dorf wird mehrheitlich von Volksstamm der Ogoni bewohnt. 2021 wurde eine Brück über den Forcados fertig gestellt, die als kritische Infrastruktur für die Region gilt und Ayakoromo mit Gemeinden in Süd-Ughelli verbindet.

## Angriff auf Ayakoromo am 1. Dezember 2010
Das Dorf wurde am 1. Dezember 2010 von Regierungstruppen der Joint Task Force angegriffen, die den Rebellenführer John Togo, den Anführer der Niger Delta Liberation Force (NDLF), suchten. Dabei wurden zwischen neun (nach Regierungsangaben) und 150 Dorfbewohner (nach Angaben von Menschenrechtsorganisationen) getötet. Das Rote Kreuz gab an, dass es Schwierigkeiten gab, die Menschen anschließend mit Wasser, Lebensmitteln und Decken zu versorgen.